# آتیس-سور-شر
آتیس-سور-شر (به فرانسوی: Athée-sur-Cher) یک کمون در فرانسه است که در اندر-ا-لوآر واقع شده‌است. آتیس-سور-شر ۳۴٫۴۷ کیلومتر مربع مساحت دارد.